# Deutsches Institut für Fernstudienforschung
Das Deutsche Institut für Fernstudienforschung (DIFF) wurde 1966 als „Institut für Fernstudien“ auf Beschluss des Ministerrats von Baden-Württemberg errichtet. Am 28. April 1966 wurde dies im Landtag von Baden-Württemberg bekanntgegeben und danach auch in der Presse berichtet. 1967 wurde von der Stiftung Volkswagenwerk, dem Kultusministerium Baden-Württemberg und der Universität Tübingen eine rechtsfähige Stiftung des bürgerlichen Rechts unter dem Namen „Deutsches Institut für Fernstudien“ errichtet, die dann als Rechtsträger firmierte. Dieser Name bestand bis 1994. Das Institut DIFF bestand bis 2000. Die Stiftung besteht unter dem Namen „Medien in der Bildung“ fort als Rechtsträger des Instituts für Wissensmedien (IWM).

## Aufgaben
Die Erwartung bei der Gründung des Deutschen Instituts für Fernstudien (DIFF) an der Universität Tübingen, es werde sich zu einer Keimzelle des bundesweiten Hochschulfernstudiums entwickeln, entsprach nicht der Linie der Landesregierung von Baden-Württemberg. Die FernUniversität Hagen wurde 1974 als Einrichtung des Landes Nordrhein-Westfalen – mit einigem Personal aus dem DIFF – gegründet. Dem Tübinger DIFF und seinen (bis 1985 bestehenden) Außenstellen verblieb die Aufgabe, länderübergreifend Materialien für die Lehrerfort- und -weiterbildung zu einer Vielzahl von Themen zu entwickeln, die auch im Hochschulstudium und in der wissenschaftlichen Weiterbildung einsetzbar waren. Weiterhin wurden als Kooperationsprojekt, das sich an eine breitere Öffentlichkeit richtete, von 1969 bis 1997 die Studienbegleitbriefe der Funkkollegs am DIFF entwickelt. Dazu kamen von 1979 bis 1983 sieben Zeitungskollegs. Dementsprechend war das DIFF bis 1994 multidisziplinär aufgebaut. Daneben bestand ein Hauptbereich Forschung, der sich zuletzt in Lernforschung und Medienforschung gliederte. Durch die Förderung als „Forschungseinrichtung“ wurde der Forschungsaspekt der Tätigkeit des DIFF bei Evaluationen durch den Wissenschaftsrat zunehmend zum einzigen Maßstab erhoben. Mit der 1994 vorgenommenen Namensänderung stellte sich das DIFF als wissenschaftliches Institut die Aufgabe, durch Forschung zum mediengestützten Lehren und Lernen die Entwicklungen des Lernens und Weiterbildens mit Neuen Medien mitzugestalten. Es befasste sich mit Fragen des mediengestützten Lehrens und Lernens im Fernstudium und in der wissenschaftlichen Weiterbildung. Seine Aufgabe war dabei insbesondere die Erforschung, Entwicklung und Erprobung von Modellen eines durch (Neue) Medien unterstützten Lehrens und Lernens. Die Forschungsarbeit des Instituts war anwendungsorientiert und multidisziplinär. Das DIFF war an internationalen Forschungs- und Entwicklungsprojekten beteiligt. Der Wissenstransfer in die Praxis war ein zentrales Anliegen der Institutsarbeit. Hierzu wurden Seminare und Workshops, Information und Beratung für Hochschulen, freie Bildungsträger, Wirtschaftsinstitutionen und Politik angeboten. Fernstudienanbieter und Weiterbildungsträger konnten prototypische Weiterbildungsangebote und -verfahren abrufen. 1998 wurde am DIFF das Kompetenzzentrum für MultiMedia und Telematik (KMMT) eingerichtet. Das KMMT war eine Beratungseinrichtung, die den Transfer hinsichtlich multimedialer und telematischer Komponenten des Lehrens und Lernens übernahm.

## Leitung
Das DIFF wurde aufgebaut und nacheinander geleitet von den Erziehungswissenschaftlern Günther Dohmen (1926–2022) und Karlheinz Rebel (1923–2017). Spätere Leiter waren der Pädagoge/Psychologe Heinz Mandl (geb. 1937, 1988–1990), der Historiker Rüdiger vom Bruch (1944–2017, bis 1993), der Erziehungswissenschaftler Franz Schott (geb. 1942, 1993), zuletzt der Mathematiker Peter Hauck (geb. 1951).

## Geschichte und institutionelle Einbindung
Die Errichtung und Arbeitsaufnahme des Instituts (Mai 1966) wird in der Überlieferung meist mit der Errichtung der Stiftung und Bewilligung der Anschubfinanzierung (März 1967) verwechselt, weshalb 1977 und 1992 Jubiläen begangen wurden. Die Finanzierung der Stiftung DIFF erfolgte zunächst durch die Stiftung Volkswagenwerk, dann durch eine Verwaltungsvereinbarung der damaligen Länder, ab 1977 durch Bund und Länder im Rahmen der „Rahmenvereinbarung Forschungsförderung“ (RV-Fo) und „Ausführungsvereinbarung Forschungseinrichtungen“ (AV-FE) nach Artikel 91b des Grundgesetzes – der sogenannten „Blauen Liste“. Das DIFF war bis zu seiner Schließung Mitglied eines Zusammenschlusses solcher Einrichtungen, der Wissenschaftsgemeinschaft Gottfried Wilhelm Leibniz e. V. (WGL, vorher Wissenschaftsgemeinschaft Blaue Liste – WBL). Als Interessenvertretung der Belegschaft bestand zunächst ein Personalrat, seit 1972 (ununterbrochen bis zum heutigen IWM) ein Betriebsrat, zeitweise – als noch Außenstellen des DIFF bestanden – auch ein Gesamtbetriebsrat.

## Schließung
Aufgrund der Empfehlung des Wissenschaftsrates vom 10. Juli 1998 wurde das DIFF im Jahre 2000 formell geschlossen, wobei die Abwicklung noch einige Monate des Jahres 2001 in Anspruch nahm. Ein Teil der Monographien, Forschungsberichten, grauen Literatur und Studienbriefe wurden nach der Schließung in der Sondersammlung der Deutschen Fernstudiendokumentation (dfsd) der Universitätsbibliothek in Hagen überführt.
Das Land Baden-Württemberg war gegen diese Schließung. Die vakante Leitung der 1994 geschaffenen Abteilung Didaktisches Design des DIFF wurde zwar noch als Professur ausgeschrieben. Detlev Leutner, ebenso wie der Leiter der Abteilung für Angewandte Kognitionswissenschaft in Aachen von Karl Josef Klauer promoviert, lehnte den Ruf ab, der Zweitplatzierte erhielt keinen Ruf.

## Neugründung des IWM
Gleichzeitig hatte der Wissenschaftsrat die Einrichtung des Instituts für Wissensmedien (IWM) unter der Leitung von Friedrich Wilhelm Hesse empfohlen, der vorher Leiter der Abteilung für Angewandte Kognitionswissenschaft am DIFF und stellvertretender Direktor des DIFF war. Vorsitzender des Wissenschaftlichen Beirats des IWM wurde Detlev Leutner. Das neue Institut sollte nach Vorschlag des Wissenschaftsrates neben der Abteilung Kognitionswissenschaft auch eine Abteilung Erziehungswissenschaft haben, die aber nicht eingerichtet wurde. Formell eröffnet wurde das IWM im November 2001. Bei der Abwicklung des DIFF 2000/01 wurden alle Beschäftigten, die dies wünschten (wenn sie weder am IWM weiter arbeiteten noch mit einem Sozialplan ausschieden), von anderen Einrichtungen des Landes Baden-Württemberg übernommen.